# Wandisile Simelane
Pour les articles homonymes, voir Simelane.

a Compétitions nationales et continentales officielles uniquement.

b Matchs officiels uniquement.
Dernière mise à jour le 30 avril 2024.
Wandisile Simelane, né le 21 mars 1998 à Soweto (Afrique du Sud), est un joueur sud-africain de rugby à XV, évoluant aux postes de centre et d'ailier. Il joue avec les Stormers en United Rugby Championship depuis 2024.

## Carrière

### En club
Wandisile Simelane rejoint en 2011 l'académie des Golden Lions, basés dans sa région natale, et dispute notamment la Craven Week entre 2011 et 2016. En 2017 et 2018, il dispute la Varsity Cup (en) (championnat universitaire sud-africain), avec l'équipe des FNB Wits,.
Il commence sa carrière professionnelle en 2018 avec les Golden Lions lorsqu'il est appelé à disputer la Rugby Challenge. Il dispute sa première rencontre le 30 juin 2018 contre les Natal Sharks, marquant à cette occasion un essai. La saison suivante, il dispute la Currie Cup avec cette même équipe.
En 2019, il est retenu dans l'effectif de la franchise des Lions, évoluant en Super Rugby. Il joue son premier match le 16 février 2019 contre les Jaguares, et se voit nommé "homme du match" grâce à une performance aboutie,. Il dispute cinq rencontres lors de cette première saison, et s'affirme comme un joueur à gros potentiel grâce à son talent et ses qualités athlétiques,.
La saison suivante, il continue son apprentissage en ne jouant qu'un nombre limité de rencontres (cinq), mais se fait remarquer par son talent à chacune de ses apparitions,.
En 2022, il quitte les Lions pour s'engager avec la franchise rivale des Bulls, basée à Pretoria et évoluant en United Rugby Championship.
En janvier 2024, alors qu'il est très peu utilisé aux Bulls lors de la saison en cours (un seul match), il est libéré de son contrat et rejoint immédiatement les Stormers au sein du même championnat.

### En équipe nationale
Wandisile Simelane joue avec la sélection scolaire sud-africaine en 2015 et 2016.
Il joue par la suite avec l'équipe d'Afrique du Sud des moins de 20 ans dans le cadre des championnats du monde junior 2017 et 2018,. Il se fait particulièrement remarquer lors de la dernière édition, en inscrivant six essais en cinq matchs joués, dont un triplé contre l'Irlande,.
En octobre 2020, il est sélectionné avec l'équipe « Green » pour jouer contre les « Gold », à l'occasion d'un match d'exhibition d'entrainement organisé par la fédération sud-africaine, afin de compenser l'annulation des rencontres internationales en raison de la pandémie de Covid-19. Aligné au poste de second centre, il est opposé au champion du monde Lukhanyo Am. Son équipe remporte la rencontre sur le score de 25 à 9.
En juin 2021, il est sélectionné pour la première fois avec les Springboks par le sélectionneur Jacques Nienaber pour préparer la tournée des Lions britanniques en Afrique du Sud,. Il ne joue toutefois aucune rencontre.

## Palmarès
- Finaliste de la Currie Cup en 2019 avec les Golden Lions.